# Alessandro Del Piero
Alessandro Del Piero, né le 9 novembre 1974 à Conegliano, est un footballeur international italien évoluant au poste d'attaquant jusqu'en 2015.
Surnommé il Pinturicchio ou encore Godot, il a évolué de 1993 à 2012 à la Juventus, club dont il était le capitaine de 2004 à 2012 et meilleur buteur de l'histoire du club. 
À la fois buteur et créateur d'occasion, Del Piero fait partie de ces joueurs qui possèdent dans leur palette technique tous les attributs décisifs de l'attaquant.
Avec l'équipe nationale italienne, il remporte deux Championnat d'Europe espoirs en 1992 et 1994, atteint la finale du championnat d'Europe en 2000 et vainqueur de la Coupe du monde en 2006.

## Biographie

### Débuts footballistiques
Fils d'un électricien, Gino, et de Bruna Del Piero, Alessandro, né le 9 novembre 1974, suit dès son plus jeune âge les turinois de la Juventus et leur star française de l'équipe Michel Platini. La famille de Del Piero, assez pauvre à l'époque, vit dans le hameau de Saccon, dans la commune de San Vendemiano, où il va souvent jouer avec ses amis dans la cour de son immeuble pour imiter son grand frère Stefano, qui joue très peu de temps chez les professionnels à la Sampdoria.
Il commence à jouer à l'Union Conegliano San Vendemiano à 7 ans, dans l'équipe de son village où étant souvent malade, sa mère l'oblige à jouer gardien de but jusqu'à ce que son frère prenne sa défense. Il passe alors dans la catégorie supérieure avec l'équipe de Conegliano, sa ville natale.
À 13 ans, il entre dans le centre de formation du club de Calcio Padoue, un des gros clubs de sa région natale, et 4 ans plus tard, il est titularisé en équipe première à 17 ans. Il débute en Serie B, deuxième division italienne, en 1991, avec le numéro 16. En tout, il dispute deux saisons en Serie B avec Padova pour un but en 14 matchs.

### Icône de la Juventus (1993-2012)

#### L'épopée turinoise (1993-2006)

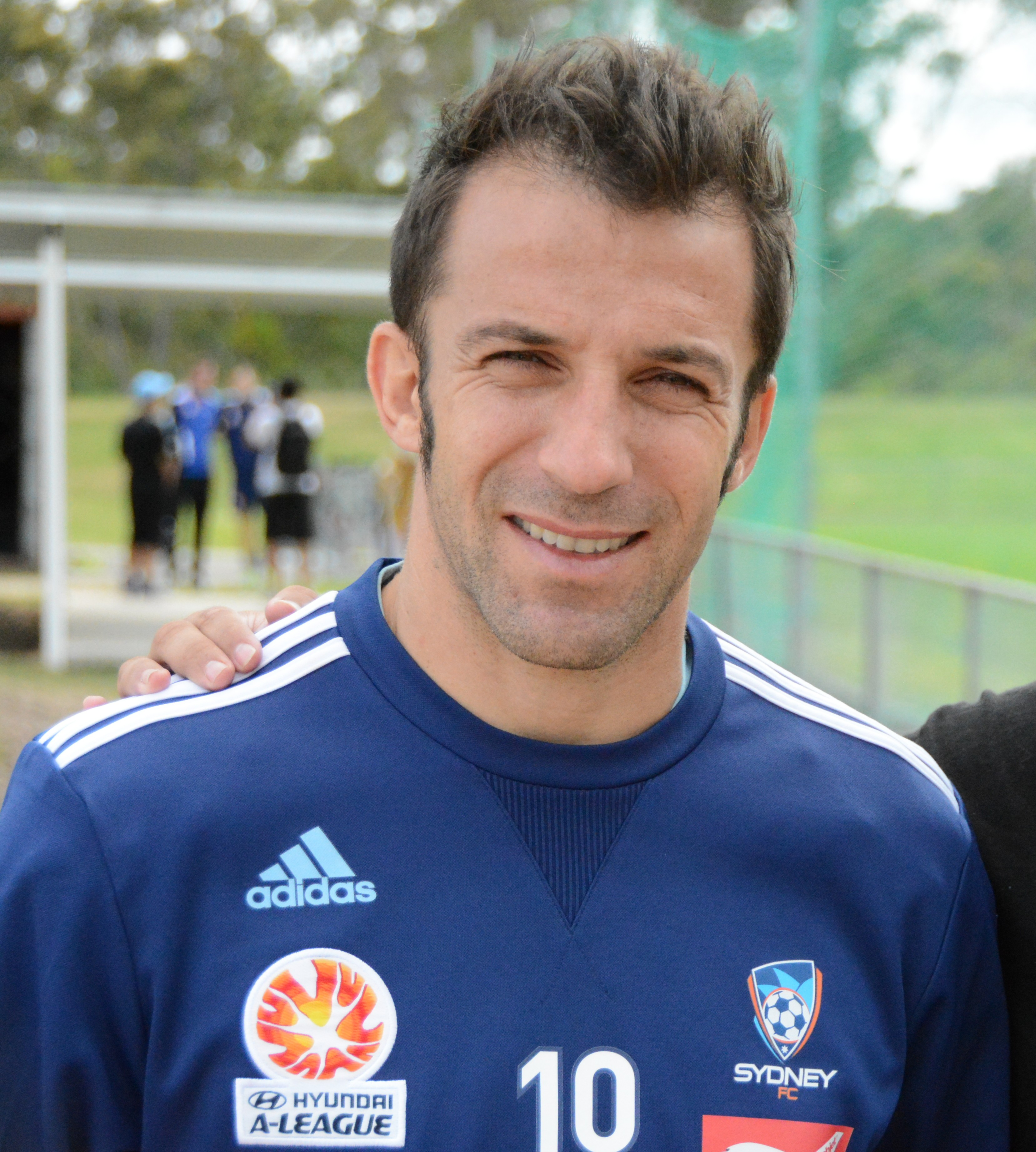

Séduit par son talent, Franco Causio, émissaire et ancien joueur de la Juve, est dépêché pour le superviser. Alessandro réalise son rêve en étant engagé à la Vecchia Signora, la Juventus Football Club, son club de cœur.
Il joue son premier match avec le club en Serie A le 12 septembre 1993 contre l'US Foggia à presque 19 ans, et marque son premier but en bianconero lors du match suivant contre l'AC Reggiana, avant de marquer un coup du chapeau à nouveau une semaine après contre le Parme FC.
Rapidement, le numéro 16 (il récupèrera le numéro 10 de Baggio la saison suivante) s'impose à la Juventus, qui compte déjà sur un trio d'attaquants redoutable : Roberto Baggio, Gianluca Vialli et Fabrizio Ravanelli. Lors de la saison 1994-1995, il contribue grâce à son talent et à ses buts (8 en 29 matchs), à ramener le Scudetto à Turin après neuf années de disette. Cette année-là, Del Piero réalise avec son club le doublé coupe-championnat, le premier depuis 34 ans.
L'année suivante, la Juve décide de se séparer de Roberto Baggio et de tout miser sur Del Piero. Celui-ci dispute une bonne saison, en particulier en Ligue des Champions, où la Juventus remporte la deuxième Coupe d'Europe de son histoire en battant l'Ajax Amsterdam aux tirs au but. Même s'il ne marque pas lors de la finale disputée à Rome, Alessandro contribue au triomphe turinois en marquant de nombreux buts durant la compétition, et en particulier un coup franc qui permet à la Juve d'éliminer le Real Madrid en quarts de finale.
Il se bâtit ensuite un remarquable palmarès. En 1997, il gagne son deuxième Scudetto et dispute à nouveau la finale de la Ligue des Champions. La Juventus s'incline face au Borussia Dortmund 3 buts à 1, même si Alessandro marque un but sur une talonnade.

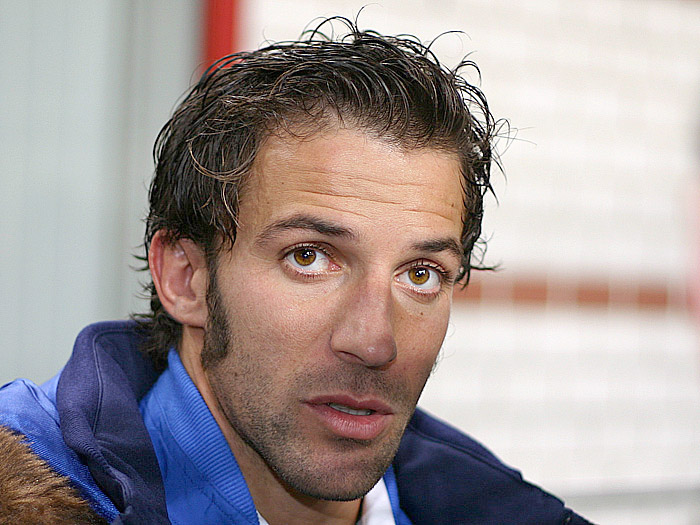
En janvier 2004.

Le 30 novembre 1997, il dispute le 100e match de sa carrière en Serie A lors d'un nul 1-1 contre le Milan.
La saison 1998 ressemble en tous points à la précédente : la Juve s'impose de nouveau en Serie A mais s'incline en finale de la Ligue des Champions face au Real Madrid cette fois, 1 à 0 sur un but de Predrag Mijatović. Malgré cette défaite en finale et une blessure qui conditionne ses prestations lors de la Coupe du monde, la saison 1997-1998 reste une des plus belles d'Alessandro. Auteur d'une saison éblouissante, au point que "le statut" de meilleur joueur du monde se dispute cette année-là entre lui et "Il Fenomeno" Ronaldo, il marque 32 buts dont 21 en championnat et 10 en Ligue des champions dont il est le meilleur buteur. Del Piero reçoit alors de la part de Gianni Agnelli le surnom de « Pinturicchio » (peintre de la Renaissance, célèbre pour ses fresques délicates). Le propriétaire de la Juventus le surnomme ainsi parce qu'il représente l'archétype de l'artiste créatif.
Le 8 novembre 1998, Del Piero se blesse gravement au genou lors du match Udinese-Juventus et reste loin des terrains de football pendant près de neuf mois. Lors de son retour, il montre qu'il n'a rien perdu de sa technique et de son sens du but. Même s'il rate en grande partie les qualifications de l'Euro 2000 (3 matchs et 2 buts), Alessandro dispute quand même l'Euro 2000 en Belgique et aux Pays-Bas avec l'équipe d'Italie.
Après un début de saison 2000-2001 des plus difficiles sur le terrain, Del Piero est touché au plus profond de lui-même. En effet, son père décède des suites d'une grave maladie en février 2001. Deux jours après cette tragédie, il marque un but de légende contre l'AS Bari puis un autre quelques jours plus tard face à la Lazio.
Le 28 août 2001, Del Piero inscrit le 100e de sa carrière bianconera toute compétition confondue (lors d'un succès 4-0 en championnat contre Venise), et la saison 2001-2002, marque le retour de Lippi à la Juve. La Juve redevient championne d'Italie, la paire Del Piero-Trezeguet est particulièrement efficace : 40 buts à eux deux.
En 2002-2003, Del Piero participe à l'obtention d'un 27e scudetto pour la Juve, en marquant notamment 16 buts. En demi-finale de la Ligue des champions, la Juve sort le Real Madrid, match au cours duquel Alessandro marque. La finale entièrement italienne sera une nouvelle désillusion pour la Juve, battue aux tirs au but par le Milan AC.
Le 9 novembre 2003, il dispute le 250e match de sa carrière en Serie A lors d'un succès à domicile 4-1 contre l'Udinese.
L'arrivée de Fabio Capello comme entraîneur de la Juve en 2004 augure des moments difficiles pour Alessandro (concurrencé par l'arrivée de Zlatan Ibrahimović). Malgré une entente plus que houleuse entre les deux hommes, Del Piero réalise de nouveau un grand championnat, en marquant 14 buts et en contribuant, par une passe décisive, un centre en retourné pour une tête de Trezeguet, à la victoire 1-0 face au Milan, et ainsi à l'obtention du 28e scudetto du club (annulé par la suite).
La saison 2005-2006 est frustrante pour Alessandro. Capello choisit de titulariser Ibrahimović, reléguant Alessandro au rang de remplaçant de luxe.
Le 27 septembre 2005, il dispute le 100e match international de sa carrière lors d'une victoire à domicile 3-0 contre le Rapid Vienne en Ligue des champions.
Mais malgré ces quelques frustrations, le 10 janvier 2006, Del Piero entre définitivement dans l'histoire de la Juve lors d'un succès 4-1 contre la Fiorentina en dépassant le record de buts marqués sous le maillot du club jusqu'alors possession de Giampiero Boniperti (183 buts). Il bat le record lors d'une victoire 4-1 sur la Fiorentina en coupe d'Italie. Del Piero marque des buts décisifs, comme un coup franc à San Siro face à l'Inter, qui offre la victoire à la Juve. Au terme de la saison, Alessandro marque 12 buts dont le dernier de la Juve en Serie A, avant la relégation du club en Serie B à la suite du scandale du Calciopoli.

#### Fidèle en Serie B (2006-2007)

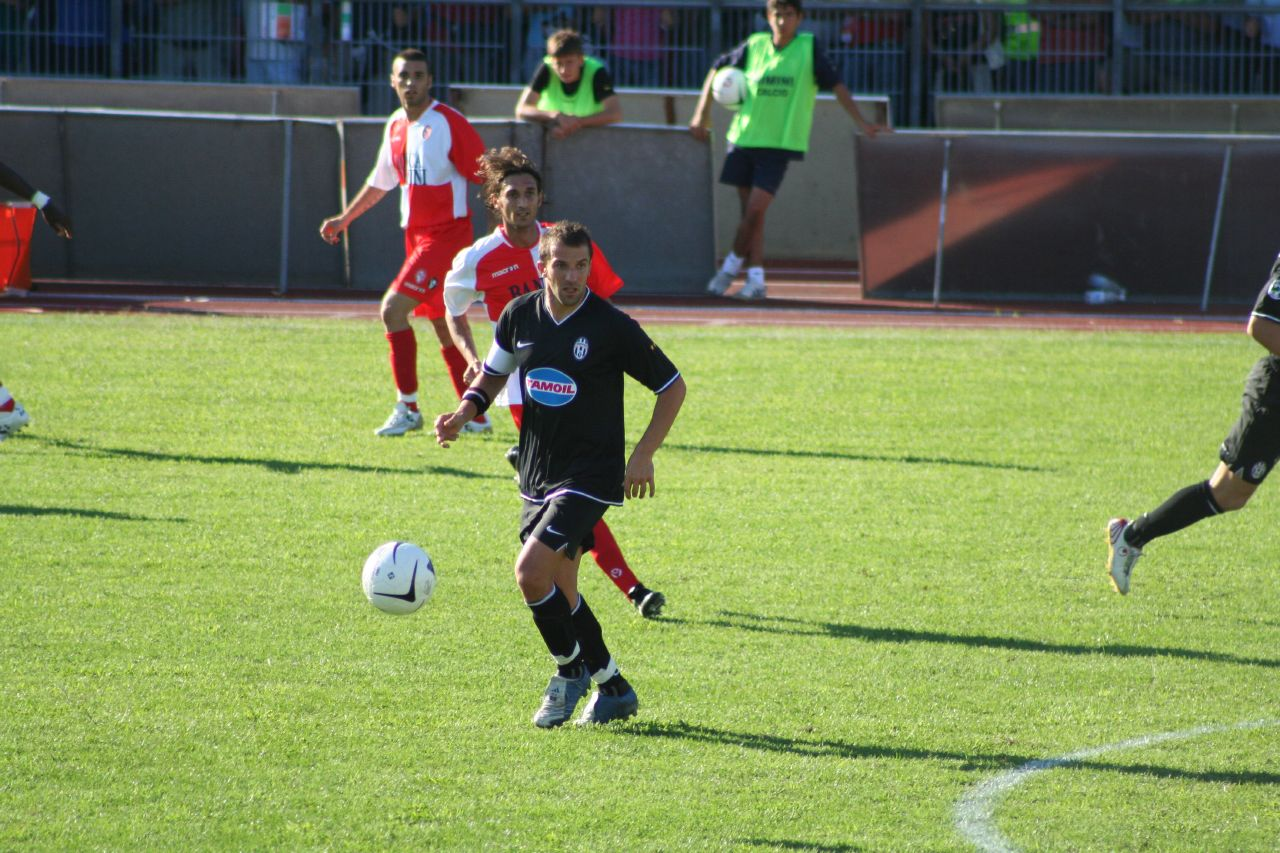
Del Piero en Serie B en 2006-07.

Dès lors que le scandale du Calciopoli éclate, Del Piero fait savoir qu'il reste à la Juve quoi qu'il arrive. Sans surprise, Alessandro commence la saison avec la Juventus en Serie B, aidé par d'autres champions qui ont décidé de rester dans l'équipe tels que Nedvěd, Buffon, Trezeguet ou encore Camoranesi. 
Le 28 octobre 2006, il inscrit le 200e but de sa carrière à la Juventus lors d'un succès 1-0 sur Frosinone. Le 17 février, Pinturicchio est l'auteur d'un triplé au stade olympique de Turin face à Crotone, où la Juventus s'impose 5-0. Quinze jours plus tard, Del Piero répète face à Piacenza cette performance en marquant un penalty, un coup franc et un but sur une action emmenée par Pavel Nedvěd. Le 10 avril, face au SSC Napoli, la Juve s'impose 2-0 grâce à des buts de Camoranesi et de Del Piero lors d'un match entre équipes jouant la montée en Serie A. Mi-mai, Alessandro atteint le nombre de 18 buts en réalisant un doublé face à Bologne. Un succès qui assure la montée en Serie A. Trois jours plus tard, il est nommé pour le Golden Foot, prix que se disputent 10 grands autres joueurs de plus de 29 ans. C'est la 2e fois de suite qu'il est sélectionné. 
L'aventure en Serie B se termine le 10 juin sur une défaite face à La Spezia (3-2), sans grande conséquence puisque la Juventus est déjà championne. Del Piero finit meilleur buteur de Serie B avec 20 buts, une unité de plus que Claudio Bellucci.

#### De retour en Serie A (2007-2012)
Del Piero retrouve l'élite après une année de purgatoire vécue en Serie B. Mais les deux premiers mois ne se passent pas comme il l'aurait souhaité. Bien qu'il remporte le Golden Foot 2007 avec plus de 30 000 votes devant Roberto Carlos et David Beckham, son contrat, qui expire en juin 2008, tarde à être reconduit. La cause du désaccord porte sur la durée. En effet, Il Capitano veut jouer jusqu'en 2012 en ayant une place de titulaire attitrée, mais les dirigeants ne sont pas d'accord, et comme avec Trezeguet, Camoranesi et Buffon, les négociations durent plusieurs semaines pour que les deux parties trouvent un terrain d'entente.
En plus de ce problème de contrat, Del Piero voit son concurrent Vincenzo Iaquinta faire d'excellentes prestations, ce qui lui coûte sa place de titulaire. Le 15 octobre 2007, la société et Alex trouvent enfin un accord. Del Piero joue sous le maillot bianconero jusqu'en 2010 avec un salaire de 4 millions d'euros pour la première saison, puis de 3,7 millions d'euros pour la seconde. Il Pinturicchio a pourtant reçu plusieurs approches comme celles des Queen Park Rangers ou encore du Shakhtar Donetsk.

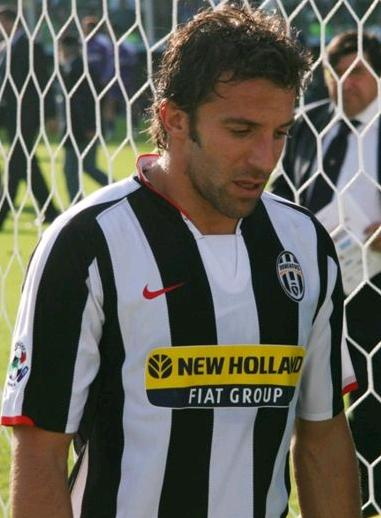
Del Piero lors de la saison 2007-08.

Le match suivant, Del Piero honore son contrat de la plus belle des manières en offrant la victoire face au Genoa. Au même moment, Sonia Amoruso, sa femme, accouche d'un enfant prénommé Tobias. Au deuxième tour du championnat italien, Del Piero enchaîne les bonnes prestations et les buts, comme en février, où il inscrit le but victorieux de la Juventus contre l'AS Roma en Serie A (1-0).
Le 6 avril 2008, il bat le record de Gaetano Scirea, auteur de 552 apparitions sous le maillot de la Juve. En avril, il inscrit 7 buts en 5 journées de Serie A, dont un triplé sur la pelouse de l'Atalanta (4-0). Le 16 mai 2008, il marque deux fois lors de l'ultime journée de championnat et double du même coup son coéquipier David Trezeguet en tête des buteurs de Serie A (21 réalisations à 20), égalant son record datant de 1997-1998 et devenant, à la fin de la saison 2007-2008, pour la première fois capocannoniere (meilleur buteur de Serie A).
À la suite de cette excellente saison, qui reste une des meilleures de sa carrière, Roberto Donadoni décide de le sélectionner pour l'Euro 2008.
Le 17 septembre 2008, pour son retour en Ligue des Champions après deux ans d'absence, Alex inscrit un but sur une merveille de coup franc enroulé face au Zénith Saint-Pétersbourg à Turin (1-0), qui fait gagner son équipe. Une fois de plus, il prouve qu'il est indispensable à l'équipe. Le 21 octobre, il marque encore un but superbe sur une frappe plongeante dans la victoire contre le Real Madrid à Turin. Le 5 novembre, il est applaudi par les supporteurs du Real Madrid à sa sortie du terrain à Santiago Bernabéu, après deux nouveaux buts lors de la victoire 2-0 de la Juve, qui se qualifie pour les 8e de finale de la Ligue des champions. Lors d'un match face à la Reggina le 29 novembre 2008, il inscrit sur un penalty son 250e but sous les couleurs de la Juventus.
En juillet 2009, il prolonge son bail avec la Vieille Dame d'un an, jusqu'en 2011, prolongation à l'issue de laquelle il prend une place dans l'encadrement technique du club. Le samedi 30 octobre 2010, il inscrit son 179e but en Serie A lors de la victoire face au Milan AC (2-1, l'autre but étant marqué par Quagliarella) devenant le meilleur buteur du club turinois en championnat. Le 20 février 2011, il inscrit un nouveau record en disputant son 445e match de Serie A sous les couleurs bianconere, battant ainsi celui réalisé par Boniperti.
À la fin de la saison 2010-2011, il finit meilleur buteur de son club pour la 9e fois de sa carrière. Le 9 septembre 2011, il devient le premier joueur à avoir évolué dans 4 stades différents sous les mêmes couleurs (le Stade communal de Turin, le Stade des Alpes, le Stade olympique de Turin et le Juventus Stadium). Le 21 septembre 2011, après avoir été titularisé lors du match à domicile contre Bologne, Del Piero bat le record détenu jusqu'à présent par Gaetano Scirea, avec sa 546e titularisation sous les couleurs bianconere,. Le 4 décembre 2011, il entre en cours de jeu contre Cesena lors d'un match de Serie A comptant pour la 14e journée, disputant là le 500e match en championnat d'Italie de sa carrière (D1 et D2 confondues). Le 20 mars 2012, il inscrit le but du 1-0 face au Milan AC (2-2) en demi-finale de la Coupe d'Italie (match aller victoire 1-2), qui envoie la Juve en finale de la coupe.
Le 11 avril 2012, il dispute face à la Lazio le 700e match de sa carrière avec la Vieille Dame, inscrivant par la même occasion un coup franc donnant la victoire de la Juventus (score final 2-1) et lui permettant de repasser 1re au classement à 6 matchs de la fin du championnat. Presque un mois plus tard, le 13 mai, il joue en tant que titulaire le dernier match de sa carrière à la Juve à domicile, et inscrit là son 289e but bianconero lors d'une victoire 3-1 sur l'Atalanta (permettant à son club de terminer la saison champion d'Italie mais surtout invaincu de toute la saison, 38 matchs durant, 42 toutes compétitions confondues). Remplacé à la 58e minute, il fut salué lors de sa sortie par l'arbitre, ses coéquipiers, quelques joueurs adverses, ainsi que même l'entraîneur de l'Atalanta Stefano Colantuono entré sur le terrain, avant que ne lui soit fait dans le stade une ovation debout durant plus de 10 minutes, Del Piero faisant le tour du stade, salué par les tifosi (dont certains en larmes) durant le match en cours de jeu.
Pour son dernier jour au club le samedi 30 juin 2012, l'emblématique numéro 10 bianconero a tenu sur son site officiel à saluer une dernière fois ses coéquipiers et tifosi.

### Sydney (2012-2014)
Le 19 janvier 2013, il inscrit le premier quadruplé de sa carrière contre le Wellington Phoenix (victoire 8-1). Il permet à son équipe de signer sa plus large victoire depuis sa création en 2004.

### Delhi Dynamos (2014)
En 2014, il rejoint le nouveau championnat, l'Indian Super league en signant pour le Delhi Dynamos. Le 9 décembre 2014, il marque son premier but (sur coup franc) contre le Chennaiyin FC (2-2, score final). En mars 2015, en fin de contrat avec le Delhi Dynamos, il devient consultant pour Sky Sports Italia.

### En équipe nationale (1995-2008)

Del Piero et Francesco Totti pendant l'Euro 2000.

#### Débuts et déceptions (1995-2004)
À la suite d'une bonne première demi-saison avec son club, le jeune Del Piero est convoqué pour la première fois à porter les couleurs de l'équipe d'Italie par Arrigo Sacchi le 25 mars 1995 lors d'un match comptant pour les qualifications de l'Euro 1996, remporté 4 buts à 1 contre l'Estonie. Il marque son premier but avec l'Italie lors de sa 7e sélection le 15 novembre 1995, lors d'une victoire (4-0) sur la Lituanie.
Retenu pour disputer l’Euro 1996 en Angleterre, del Piero ne dispute que 45 minutes sur les 3 matchs disputés par son pays. Il est sorti dès la mi-temps de la rencontre contre la Russie (gagnée 2-1) pour être remplacé par Roberto Donadoni. Il s’agira d’ailleurs du seul match remporté par une décevante équipe italienne, éliminée dès les poules après une défaite contre la République Tchèque et un nul contre l’Allemagne.
Blessé peu avant la Coupe du monde de 1998 lors de la finale de la Ligue des Champions, la forme d'Alessandro Del Piero est fortement diminuée et ne retrouva pas son meilleur niveau lors de cette compétition. Cette blessure permet à Roberto Baggio de réintégrer la Squadra Azzurra, aux côtés de Christian Vieri. Mais les Azzurri sont éliminés aux tirs au but, en quarts de finale contre la France.
Lors de l'Euro 2000, le sélectionneur lui préfère Francesco Totti et Alessandro est remplaçant lors des deux premiers matchs, n'entrant qu'en fin de match. Titulaire contre la Suède pour le troisième match du premier tour, Alessandro marque le but de la victoire. De nouveau remplaçant contre la Roumanie en quarts de finale, Del Piero est aligné titulaire pour affronter les Pays-Bas en demi-finale. L'Italie ayant été rapidement réduite à 10, Alessandro participe à l'effort des Azzurri pour parvenir à la séance de tirs au but. Lors de la finale face à la France, Del Piero rentre en jeu au début de la seconde période et, alors que le score était de 1-0 pour l'Italie, se retrouve à deux reprises seul face à Fabien Barthez, le gardien de l'équipe de France. Alessandro n'arrive toutefois pas à marquer et la France s'impose finalement 2-1 sur un but en or de David Trezeguet. En Italie, les critiques sont très sévères pour Del Piero qui reconnait pourtant ses erreurs.
La Coupe du monde 2002 qui suit a un goût amer pour Del Piero, relégué sur le banc par Totti, son grand ami. Del Piero qualifie néanmoins son pays pour le second tour, en égalisant face au Mexique. Il ne peut empêcher l'élimination en huitièmes de finale de l'Italie face aux Sud-Coréens.
À l'Euro 2004, il est titulaire lors des trois matches de poules cependant il ne marque aucun but lors du tournoi. L'équipe Italienne est éliminé et tombe à la troisième place du classement à la surprise générale à égalité de points.

#### Champion du monde (2005-2006)
Del Piero est convoqué par Marcello Lippi (son ancien entraîneur à la Juve) pour disputer le Mondial 2006, se déroulant en Allemagne. Pour le premier match, contre le Ghana (2-0), Alessandro ne dispute que quelques minutes, puis au second contre les États-Unis (1-1) une trentaine de minutes, et lors du dernier match contre la République tchèque (2-0), Del Piero ne rentre pas sur le terrain, mais l'Italie se qualifie pour les 1/8e de finale.
L'entraîneur de la Nazionale tente un gros coup en titularisant Del Piero à la place de Totti contre l'Australie. Un choix judicieux mais pas décisif, car il fait une belle première période, mais très fatigué à la deuxième mi-temps, il est remplacé par Totti qui marque d'ailleurs le pénalty décisif en toute fin de match.

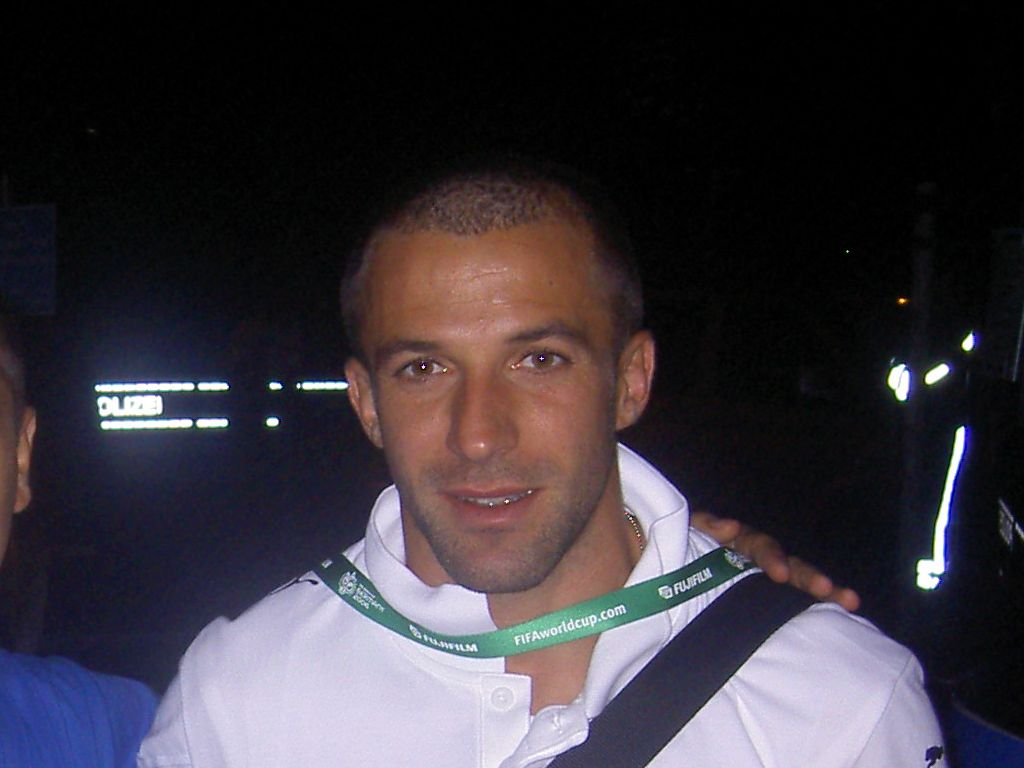
En juillet 2006, après la demi-finale de la Coupe du Monde, contre l'Allemagne.

Après avoir battu l'Ukraine en quart de finale, l'Italie se qualifie pour la finale après avoir battu l'Allemagne (2-0) après prolongation. Alessandro marque le deuxième but italien à la 120e minute (quelques secondes après le premier but de Fabio Grosso) d'une frappe en lucarne après un contre mené par Fabio Cannavaro, Francesco Totti et Alberto Gilardino.
En finale, contre la France, Alessandro rentre durant la prolongation. Lors de la séance des tirs au but, il est le quatrième tireur italien, et marque son tir au but qui contribue à la victoire de son pays. Il prend ainsi une revanche personnelle sur l'Euro 2000 où il avait raté deux duels face à Fabien Barthez qui auraient pu assurer la victoire à la Squadra en finale. L'Italie est championne du monde, un rêve d'enfant pour Alessandro Del Piero, comme il le déclare après la rencontre.
Il est à noter que depuis son entrée en finale de la Coupe du monde en Allemagne au cours des prolongations, Alessandro Del Piero n'a quasiment plus jamais été rappelé pour jouer sous le maillot de la  Nazionale par le sélectionneur des Azzurri: Roberto Donadoni, alors que ses performances depuis le début de la saison en Serie A avec la Juventus sont remarquables. Les chiffres parlent d'eux-mêmes : 21 buts inscrits au cours de l'année, ce qui fait de Del Piero le "capocannoniere" de la Serie A.

#### Dernières sélections (2007-2008)
Il semble ne pas entrer dans le schéma tactique de Donadoni qui semble davantage compter sur des joueurs tels que Luca Toni ou Antonio Di Natale en attaque. Malgré cet épisode, Del Piero fait partie de la liste des 23 sélectionnés pour l'Euro 2008 révélée par Roberto Donadoni le 20 mai 2008. Sa saison 2007-2008 paie pour lui, tout comme Cassano, lui aussi "banni" de la sélection depuis un moment. En effet, en mai, il est rappelé en sélection italienne à la demande générale pour disputer l'Euro après une coupure de 9 mois avec la sélection. En juin, il ne débute qu'un match du tournoi, l'Italie s'arrêtant en quarts de finale, face à l'Espagne aux tirs au but.
Le 20 août 2008, il obtient sa 90e cape en sélection lors d'un amical contre l'Autriche, devenant le 5e joueur italien à atteindre cette barre.
Le 10 septembre 2008, il joue son dernier match en sélection nationale lors des Éliminatoires de la Coupe du monde 2010 contre la Géorgie (2-0).

## Style de jeu
Étant un attaquant polyvalent et créatif, il a surtout l'habitude d'être positionné en second-attaquant, derrière une pointe (rôle qu'il peut également assumer), et peut également évoluer en milieu offensif.
Doté d'un grand sens de but (une fois 2007-2008 Capocannoniere en Serie A et dans d'autres compétitions), il est connu pour son sang-froid lors des pénaltys qu'il manque très rarement et pour ses qualités de tireur de coup franc dont il est l'un des plus grands spécialistes de sa génération avec David Beckham ou encore Juninho.
Le capitaine de la Vieille Dame depuis 2001 est également doté d'une bonne vision du jeu. Étant un excellent passeur, il est également connu pour ses qualités techniques et ses dribbles qui ont fait la différence à de maintes reprises.

## Statistiques

### Générales
Ce tableau présente les statistiques en carrière d'Alessandro Del Piero,,, :
| Saison                | Club                  | Championnat           | Championnat | Championnat | Championnat | Coupe(s) nationale(s) | Coupe(s) nationale(s) | Coupe(s) nationale(s) | Supercoupe | Supercoupe | Supercoupe | Compétition(s) continentale(s) | Compétition(s) continentale(s) | Compétition(s) continentale(s) | Compétition(s) continentale(s) | Supercoupe d'Europe | Supercoupe d'Europe | Supercoupe d'Europe | Coupe intercontinentale | Coupe intercontinentale | Coupe intercontinentale | Italie | Italie | Italie | Total | Total | Total |
| Saison                | Club                  | Division              | M.          | B.          | P.d.        | M.                    | B.                    | P.d.                  | M.         | B.         | P.d.       | Comp.                          | M.                             | B.                             | P.d.                           | M.                  | B.                  | P.d.                | M.                      | B.                      | P.d.                    | M.     | B.     | P.d.   | M.    | B.    | P.d.  |
| 1991-1992             | Calcio Padoue         | Serie B               | 4           | 0           | 0           | 0                     | 0                     | -                     | -          | -          | -          | -                              | -                              | -                              | -                              | -                   | -                   | -                   | -                       | -                       | -                       | -      | -      | -      | 4     | 0     | 0     |
| 1992-1993             | Calcio Padoue         | Serie B               | 10          | 1           | -           | 0                     | 0                     | -                     | -          | -          | -          | -                              | -                              | -                              | -                              | -                   | -                   | -                   | -                       | -                       | -                       | -      | -      | -      | 10    | 1     | 0     |
| Sous-total            | Sous-total            | Sous-total            | 14          | 1           | -           | 0                     | 0                     | -                     | -          | -          | -          | -                              | -                              | -                              | -                              | -                   | -                   | -                   | -                       | -                       | -                       | -      | -      | -      | 14    | 1     | 0     |
| 1993-1994             | Juventus              | Serie A               | 11          | 5           | 2           | 1                     | 0                     | -                     | -          | -          | -          | C3                             | 2                              | 0                              | -                              | -                   | -                   | -                   | -                       | -                       | -                       | -      | -      | -      | 14    | 5     | 2     |
| 1994-1995             | Juventus              | Serie A               | 29          | 8           | 7           | 10                    | 1                     | -                     | -          | -          | -          | C3                             | 11                             | 2                              | -                              | -                   | -                   | -                   | -                       | -                       | -                       | 3      | 0      | 0      | 53    | 11    | 7     |
| 1995-1996             | Juventus              | Serie A               | 29          | 6           | 10          | 2                     | 1                     | -                     | 1          | 0          | 0          | C1                             | 11                             | 6                              | 1                              | -                   | -                   | -                   | -                       | -                       | -                       | 8      | 3      | 0      | 51    | 16    | 11    |
| 1996-1997             | Juventus              | Serie A               | 22          | 8           | 5           | 4                     | 0                     | -                     | -          | -          | -          | C1                             | 6                              | 4                              | 0                              | 2                   | 2                   | 1                   | 1                       | 1                       | 0                       | 3      | 4      | 1      | 38    | 19    | 7     |
| 1997-1998             | Juventus              | Serie A               | 32          | 21          | 8           | 4                     | 1                     | -                     | 1          | 0          | 0          | C1                             | 10                             | 10                             | 2                              | -                   | -                   | -                   | -                       | -                       | -                       | 9      | 1      | 2      | 56    | 33    | 12    |
| 1998-1999             | Juventus              | Serie A               | 8           | 2           | 4           | 1                     | 0                     | -                     | 1          | 1          | 0          | C1                             | 4                              | 0                              | 1                              | -                   | -                   | -                   | -                       | -                       | -                       | 2      | 2      | 0      | 16    | 5     | 5     |
| 1999-2000             | Juventus              | Serie A               | 34          | 9           | 14          | 2                     | 1                     | -                     | -          | -          | -          | C4+C3                          | 3+6                            | 1+1                            | 0+1                            | -                   | -                   | -                   | -                       | -                       | -                       | 11     | 2      | 0      | 56    | 14    | 15    |
| 2000-2001             | Juventus              | Serie A               | 25          | 9           | 7           | 2                     | 0                     | -                     | -          | -          | -          | C1                             | 6                              | 0                              | 3                              | -                   | -                   | -                   | -                       | -                       | -                       | 7      | 4      | 1      | 40    | 13    | 11    |
| 2001-2002             | Juventus              | Serie A               | 32          | 16          | 8           | 4                     | 1                     | -                     | -          | -          | -          | C1                             | 10                             | 4                              | 3                              | -                   | -                   | -                   | -                       | -                       | -                       | 9      | 3      | 0      | 55    | 24    | 11    |
| 2002-2003             | Juventus              | Serie A               | 24          | 16          | 7           | 0                     | 0                     | -                     | 1          | 2          | 0          | C1                             | 13                             | 5                              | 2                              | -                   | -                   | -                   | -                       | -                       | -                       | 6      | 4      | 0      | 44    | 27    | 9     |
| 2003-2004             | Juventus              | Serie A               | 22          | 8           | 4           | 4                     | 3                     | -                     | 1          | 0          | 0          | C1                             | 4                              | 3                              | 0                              | -                   | -                   | -                   | -                       | -                       | -                       | 8      | 1      | 1      | 39    | 15    | 5     |
| 2004-2005             | Juventus              | Serie A               | 30          | 14          | 4           | 1                     | 0                     | -                     | -          | -          | -          | C1                             | 10                             | 3                              | 0                              | -                   | -                   | -                   | -                       | -                       | -                       | 1      | 1      | 0      | 42    | 18    | 4     |
| 2005-2006             | Juventus              | Serie A               | 33          | 12          | 4           | 4                     | 5                     | -                     | 1          | 0          | 0          | C1                             | 7                              | 3                              | 2                              | -                   | -                   | -                   | -                       | -                       | -                       | 12     | 2      | 0      | 57    | 22    | 6     |
| 2006-2007             | Juventus              | Serie B               | 35          | 20          | 10          | 2                     | 3                     | -                     | -          | -          | -          | -                              | -                              | -                              | -                              | -                   | -                   | -                   | -                       | -                       | -                       | 4      | 0      | 0      | 41    | 23    | 10    |
| 2007-2008             | Juventus              | Serie A               | 37          | 21          | 6           | 4                     | 3                     | -                     | -          | -          | -          | -                              | -                              | -                              | -                              | -                   | -                   | -                   | -                       | -                       | -                       | 6      | 0      | 2      | 47    | 24    | 8     |
| 2008-2009             | Juventus              | Serie A               | 31          | 13          | 9           | 3                     | 2                     | 1                     | -          | -          | -          | C1                             | 9                              | 6                              | 0                              | -                   | -                   | -                   | -                       | -                       | -                       | 2      | 0      | 0      | 45    | 21    | 10    |
| 2009-2010             | Juventus              | Serie A               | 23          | 9           | 3           | 1                     | 2                     | 0                     | -          | -          | -          | C1+C3                          | 2+3                            | 0                              | 0+1                            | -                   | -                   | -                   | -                       | -                       | -                       | -      | -      | -      | 29    | 11    | 4     |
| 2010-2011             | Juventus              | Serie A               | 33          | 8           | 2           | 2                     | 0                     | 1                     | -          | -          | -          | C3                             | 10                             | 3                              | 4                              | -                   | -                   | -                   | -                       | -                       | -                       | -      | -      | -      | 45    | 11    | 7     |
| 2011-2012             | Juventus              | Serie A               | 23          | 3           | 2           | 5                     | 2                     | 0                     | -          | -          | -          | -                              | -                              | -                              | -                              | -                   | -                   | -                   | -                       | -                       | -                       | -      | -      | -      | 28    | 5     | 2     |
| Sous-total            | Sous-total            | Sous-total            | 513         | 208         | 116         | 56                    | 25                    | 2                     | 6          | 3          | 0          | -                              | 127                            | 51                             | 20                             | 2                   | 2                   | 1                   | 1                       | 1                       | 0                       | 91     | 27     | 7      | 796   | 317   | 146   |
| 2012-2013             | Sydney FC             | A-League              | 24          | 14          | 5           | -                     | -                     | -                     | -          | -          | -          | -                              | -                              | -                              | -                              | -                   | -                   | -                   | -                       | -                       | -                       | -      | -      | -      | 24    | 14    | 5     |
| 2013-2014             | Sydney FC             | A-League              | 24          | 10          | 10          | -                     | -                     | -                     | -          | -          | -          | -                              | -                              | -                              | -                              | -                   | -                   | -                   | -                       | -                       | -                       | -      | -      | -      | 24    | 10    | 10    |
| Sous-total            | Sous-total            | Sous-total            | 48          | 24          | 15          | -                     | -                     | -                     | -          | -          | -          | -                              | -                              | -                              | -                              | -                   | -                   | -                   | -                       | -                       | -                       | -      | -      | -      | 48    | 24    | 15    |
| 2014                  | Delhi Dynamos FC      | ISL                   | 10          | 1           | 0           | -                     | -                     | -                     | -          | -          | -          | -                              | -                              | -                              | -                              | -                   | -                   | -                   | -                       | -                       | -                       | -      | -      | -      | 10    | 1     | 0     |
| Sous-total            | Sous-total            | Sous-total            | 10          | 1           | 0           | -                     | -                     | -                     | -          | -          | -          | -                              | -                              | -                              | -                              | -                   | -                   | -                   | -                       | -                       | -                       | -      | -      | -      | 10    | 1     | 0     |
| Total sur la carrière | Total sur la carrière | Total sur la carrière | 585         | 234         | 131         | 56                    | 25                    | 2                     | 6          | 3          | 0          | -                              | 127                            | 51                             | 20                             | 2                   | 2                   | 1                   | 1                       | 1                       | 0                       | 91     | 27     | 7      | 868   | 343   | 161   |

### En sélection
| Compétition         | Saison    | Qualifications | Qualifications | Phase Finale | Phase Finale | Matchs amicaux | Matchs amicaux | Total en sélection | Total en sélection |
| Compétition         | Saison    | Matchs         | Buts           | Matchs       | Buts         | Matchs         | Buts           | Matchs             | Buts               |
| ------------------- | --------- | -------------- | -------------- | ------------ | ------------ | -------------- | -------------- | ------------------ | ------------------ |
| Euro 1996           | 1995-1996 | 5              | 1              | 1            | 0            | 5              | 2              | 11                 | 3                  |
| Coupe du monde 1998 | 1996-1997 | 0              | 0              | -            | -            | 3              | 4              | 3                  | 4                  |
| Coupe du monde 1998 | 1997-1998 | 3              | 0              | 4            | 0            | 2              | 1              | 9                  | 1                  |
| Euro 2000           | 1998-1999 | 2              | 2              | -            | -            | -              | -              | 2                  | 2                  |
| Euro 2000           | 1999-2000 | 1              | 0              | 6            | 1            | 4              | 1              | 11                 | 2                  |
| Coupe du monde 2002 | 2000-2001 | 6              | 4              | -            | -            | 1              | 0              | 7                  | 4                  |
| Coupe du monde 2002 | 2001-2002 | 2              | 1              | 3            | 1            | 4              | 1              | 9                  | 3                  |
| Euro 2004           | 2002-2003 | 4              | 4              | -            | -            | 2              | 0              | 6                  | 4                  |
| Euro 2004           | 2003-2004 | 2              | 1              | 3            | 0            | 3              | 0              | 8                  | 1                  |
| Coupe du monde 2006 | 2004-2005 | 1              | 1              | -            | -            | 0              | 0              | 1                  | 1                  |
| Coupe du monde 2006 | 2005-2006 | 1              | 0              | 5            | 1            | 6              | 1              | 12                 | 2                  |
| Euro 2008           | 2006-2007 | 4              | 0              | -            | -            | 0              | 0              | 4                  | 0                  |
| Euro 2008           | 2007-2008 | 1              | 0              | 3            | 0            | 2              | 0              | 6                  | 0                  |
| Coupe du monde 2010 | 2008-2009 | 1              | 0              | -            | -            | 1              | 0              | 2                  | 0                  |
| Italie              | Total     | 33             | 14             | 25           | 3            | 33             | 10             | 91                 | 27                 |

#### Buts en sélection
Le tableau suivant liste les résultats de tous les buts inscrits par Del Piero avec l'équipe d'Italie.
| But | Date             | Stade, ville, pays                             | Adversaire           | Résultat | Match, compétition                      |
| --- | ---------------- | ---------------------------------------------- | -------------------- | -------- | --------------------------------------- |
| 1er | 15 novembre 1995 | Stade Giglio, Reggio d'Émilie, Italie          | Lituanie             | 4-0      | Éliminatoires Euro 1996                 |
| 2e  | 24 janvier 1996  | Stade Libero Liberati, Terni, Italie           | Pays de Galles       | 3-0      | Amical                                  |
| 3e  | 29 mai 1996      | Stade Giovanni Zini, Crémone, Italie           | Belgique             | 2-2      | Amical                                  |
| 4e  | 22 janvier 1997  | Stade Renzo-Barbera, Palerme, Italie           | Irlande du Nord      | 2-0      | Amical                                  |
| 5e  | 8 juin 1997      | Stade de Gerland, Lyon, France                 | Brésil               | 3-3      | Tournoi de France                       |
| 6e  | 8 juin 1997      | Stade de Gerland, Lyon, France                 | Brésil               | 3-3      | Tournoi de France                       |
| 7e  | 11 juin 1997     | Parc des Princes, Paris, France                | France               | 2-2      | Tournoi de France                       |
| 8e  | 28 janvier 1998  | Stade Angelo-Massimino, Catane, Italie         | Slovaquie            | 3-0      | Amical                                  |
| 9e  | 10 octobre 1998  | Stade Friuli, Udine, Italie                    | Suisse               | 2-0      | Éliminatoires Euro 2000                 |
| 10e | 10 octobre 1998  | Stade Friuli, Udine, Italie                    | Suisse               | 2-0      | Éliminatoires Euro 2000                 |
| 11e | 23 février 2000  | Stade Renzo-Barbera, Palerme, Italie           | Suède                | 1-0      | Amical                                  |
| 12e | 19 juin 2000     | Philips Stadion, Eindhoven, Pays-Bas           | Suède                | 2-1      | Euro 2000                               |
| 13e | 11 octobre 2000  | Stade Del Conero, Ancône, Italie               | Géorgie              | 2-0      | Éliminatoires de la Coupe du monde 2002 |
| 14e | 11 octobre 2000  | Stade Del Conero, Ancône, Italie               | Géorgie              | 2-0      | Éliminatoires de la Coupe du monde 2002 |
| 15e | 28 mars 2001     | Stade Nereo-Rocco, Trieste, Italie             | Lituanie             | 4-0      | Éliminatoires de la Coupe du monde 2002 |
| 16e | 28 mars 2001     | Stade Nereo-Rocco, Trieste, Italie             | Lituanie             | 4-0      | Éliminatoires de la Coupe du monde 2002 |
| 17e | 6 octobre 2001   | Stade Ennio-Tardini, Parme, Italie             | Hongrie              | 1-0      | Éliminatoires de la Coupe du monde 2002 |
| 18e | 13 février 2002  | Stade Angelo-Massimino, Catane, Italie         | États-Unis           | 1-0      | Amical                                  |
| 19e | 13 juin 2002     | Stade d'Oita, Ōita, Japon                      | Mexique              | 1-1      | Coupe du monde 2002                     |
| 20e | 7 septembre 2002 | Stade Tofiq-Béhramov, Bakou, Azerbaïdjan       | Azerbaïdjan          | 0-2      | Éliminatoires Euro 2004                 |
| 21e | 12 octobre 2002  | Stadio San Paolo, Naples, Italie               | Serbie-et-Monténégro | 1-1      | Éliminatoires Euro 2004                 |
| 22e | 16 octobre 2002  | Millennium Stadium, Cardiff, Pays de Galles    | Pays de Galles       | 2-1      | Éliminatoires Euro 2004                 |
| 23e | 11 juin 2003     | Stade olympique d'Helsinki, Helsinki, Finlande | Finlande             | 0-2      | Éliminatoires Euro 2004                 |
| 24e | 6 septembre 2003 | Stade San Siro, Milan, Italie                  | Pays de Galles       | 4-0      | Éliminatoires Euro 2004                 |
| 25e | 8 septembre 2004 | Stade Zimbru, Chișinău, Moldavie               | Moldavie             | 0-1      | Éliminatoires de la Coupe du monde 2006 |
| 26e | 1er mars 2006    | Stade Artemio Franchi, Florence, Italie        | Allemagne            | 4-1      | Amical                                  |
| 27e | 4 juillet 2006   | FIFA WM-Stadion Dortmund, Dortmund, Allemagne  | Allemagne            | 0-2      | Coupe du monde 2006                     |

## Palmarès

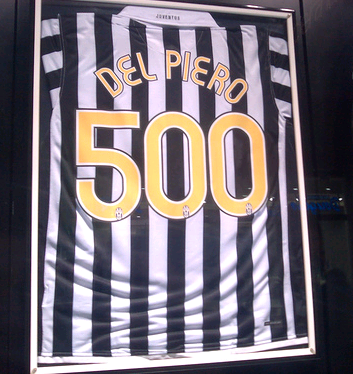
Maillot célébrant le pour la Juventus.

### Équipe nationale
Italie (3 titres)
- Championnat d'Europe espoirs :
  - Vainqueur : 1992 et 1994.
- Championnat d'Europe :
  - Finaliste : 2000.
- Coupe du monde :
  - Vainqueur : 2006.

### Club
Juventus (15 titres)
| - Serie A : - Champion : 1994-95, 1996-97, 1997-98, 2001-02, 2002-03 et 2011-12 (plus les 2 titres annulés en 2004-05 et 2005-06). - Vice-champion : 1993-94, 1995-96, 1999-00, 2000-01 et 2008-09. - Serie B : - Champion : 2006-07. - Ligue des champions : - Vainqueur : 1995-96. - Finaliste : 1996-97, 1997-98 et 2002-03. - Coupe de l'UEFA : - Finaliste : 1994-95 |  | - Coupe intercontinentale : - Vainqueur : 1996. - Supercoupe de l'UEFA : - Vainqueur : 1996. - Coupe d'Italie : - Vainqueur : 1994-95. - Finaliste : 2001-02, 2003-04 et 2011-12. - Supercoupe d'Italie : - Vainqueur : 1995, 1997, 2002 et 2003 |
| |  | |

### Distinctions personnelles

#### Football
| - 4e au Ballon d'or en 1995 & 1996 - Meilleur joueur italien de Serie A en 1998 et 2008 - Trophée Bravo de Meilleur joueur européen de -21 ans en 1996 - Meilleur buteur de la Ligue des champions en 1998 (10 buts) - Meilleur buteur de Serie A en 2008 (21 buts) - Meilleur buteur de Serie B en 2007 (21 buts) |  | - Meilleur buteur de la Coupe d'Italie en 2006 - Meilleur buteur du Tournoi de France en 1997 (3 buts) - Meilleur buteur de tous les temps de la Juventus (287 buts) - Vainqueur du Golden Foot en 2007 - Homme du match de la finale de la Coupe intercontinentale 1996 - Nommé au FIFA 100 en 2004 - Joueur de l'année du Sydney FC en 2014 |

Statistiques
- Championnat (Serie A) : 478 matchs, 188 buts
- Championnat (Serie B) : 49 matchs, 21 buts
- Équipe d'Italie de football : 91 matchs, 27 buts
- Équipe d'Italie espoirs de football : 12 matchs, 3 buts
- Coupes Internationales : 130 matchs, 53 buts
- Coupes Nationales : 55 matchs, 25 buts
- 8e meilleur buteur de l'histoire du championnat d'Italie avec 188 buts.
- Total de carrière toutes compétitions confondues[24]: 805 matchs, 315 buts soit 0,39 but par match.

#### Distinctions
- Officier de l'ordre du Mérite de la République italienne (2006 ; chevalier en 2000).
- Collier de l'Ordre du Mérite sportif italien (2006).
- Médaille de bronze pour les prouesses athlétiques (Italie, 1997).